# Poduri, Vrancea
Poduri este un sat în comuna Valea Sării din județul Vrancea, Moldova, România. Se află în partea de nord a județului,  în Subcarpații de Curbură, pe malul drept al râului Putna. La recensământul din 2002 avea o populație de 342 locuitori.